# Vincent Viola
Vincent J. Viola, född 1956 i New York, New York, är en amerikansk företagsledare, jurist och filantrop som är medgrundare och styrelseordförande för det multinationella likviditetsgaranten Virtu Financial Inc. Han är också majoritetsägare och medordförande för Sunrise Sports and Entertainment, som äger den amerikanska ishockeyorganisationen Florida Panthers som spelar i NHL.

## Biografi
Viola växte upp i området Williamsburg, Brooklyn i New York. Hans far var en italiensk immigrant, som tjänstgjorde i andra världskriget och senare arbetade som truckförare i hamnen i New York.
Viola avlade kandidatexamen som flygofficer vid United States Military Academy 1977. Därefter avlade han juristexamen vid New York Law School, New York University 1983.

## Karriär
Viola inledde sin arbetskarriär hos 101st Airborne Division i USA:s armé och blev i ett senare skede major i United States Army Reserve. 1983 började Viola arbeta på råvarubörsen New York Mercantile Exchange (NYMEX) och gjorde stora avtryck på börsgolvet som ledde till att han började klättra i chefshierarkin och utsågs till vice styrelseordförande (1993-1996) och styrelseordförande (2001-2004).
Mellan åren 2002 och 2004 satt Viola som ledamot i USA:s energidepartements rådgivningsorgan National Petroleum Council.
Viola var minoritetsägare i basketorganisationen New Jersey Nets i National Basketball Association (NBA) fram till 2012, då klubben flyttade till Brooklyn, New York och blev Brooklyn Nets. 2013 köpte Viola NHL-klubben Florida Panthers för 250 miljoner amerikanska dollar.
Forbes rankade honom som den 338:e rikaste personen i USA och den 959:e rikaste personen i världen 2016. Han hade en förmögenhet på 1,71 miljarder amerikanska dollar den 7 juli 2016.
Den 19 december 2016 meddelade USA:s nästa president Donald Trump att han nominerat Viola till att bli arméminister i sitt kabinett som tillträder den 20 januari 2017.